# Sumie Awara
Sumie Awara (jap. 湶 純江, Awara Sumie; * 19. August 1952 in der Präfektur Nagano; † 17. Oktober 2007 in Ueda, Präfektur Nagano) war eine japanische Weitspringerin.
Bei den Olympischen Spielen 1976 in Montreal schied sie in der Qualifikation aus.
1977 wurde sie Fünfte beim Leichtathletik-Weltcup in Düsseldorf, und 1978 gewann sie Bronze bei den Asienspielen 1978 in Bangkok. 1979 siegte sie bei den Leichtathletik-Asienmeisterschaften und wurde Sechste beim Leichtathletik-Weltcup in Montreal.
Von 1976 bis 1979 wurde sie viermal in Folge Japanische Meisterin. Ihre persönliche Bestleistung von 6,41 m erreichte sie 1976 auf, womit sie einen japanischen Rekord aufstellte.